# Муссалитин, Владимир Иванович
Владимир Иванович Муссалитин (род. 1939) — русский советский писатель, прозаик, публицист и журналист, доктор философских наук. Член Союза писателей СССР (с 1975 года). Секретарь Правления Союза писателей России с 2018 года. Заслуженный работник культуры Российской Федерации (1999).

## Биография
Родился 4 сентября 1939 года в городе Новосиль Орловской области.
С 1955 по 1960 год работал в районной орловской газете «Урицкая правда» и  в молодежной газете «Орловский комсомолец». С 1960 по 1965 год обучался на Факультете журналистики МГУ.  С 1965 по 1969 год сотрудник газеты «Орловский комсомолец». С 1969 по 1975 год — собственный корреспондент газеты «Комсомольская правда» по Уральской и Оренбургской областям. С 1975 года работал в газете «Известия» в должности специального корреспондента. С 1980 по 1984 год проходил обучение на заочном отделении Академии общественных наук при ЦК КПСС, после окончания которого защитил диссертацию по теме: «Память о прошлом в идейно-художественной структуре современного советского романа» и ему было присвоена учёная степень кандидат филологических наук. С 1992 года — главный редактор международного литературно-художественного журнала «Форум».
Член Союза писателей СССР с 1975 года. С 2018 года — секретарь Правления Союза писателей России. В 1965 году из под пера Муссалитина вышло первое литературное произведение опубликованное в газете «Сельская жизнь». В 1968 году вышла первая повесть  «Старые шрамы». В дальнейшем вышли повести «В ясном небе» (1977), «Восемнадцатый скорый» и «Третий полюс» (1982), «В ясном небе» (1985), «Когда не спит сова Минервы» (1988), романы «Искры догорающего костра» (2008), «В городе Иерусалиме, на реке Иордан…» (2013). Произведения писателя издавались в таких издательствах как: «Современник», «Детская литература», «Вече», «Художественная литература», «Приокское книжное издательство» и печатались в таких литературных газетах и журналах как: «Наш современник», «Литературная Россия», «Советская Россия» «Урал» и «Уральский следопыт».
2 августа 1999 году Указом Президента России  «За  заслуги  в  области  культуры  и  печати,  большой вклад в укрепление  дружбы  и  сотрудничества  между  народами, многолетнюю плодотворную работу» В. И. Муссалитину было присвоено почётное звание Заслуженный работник культуры Российской Федерации.

## Награды
- Орден Почёта (2010 — «За заслуги в  области  культуры,  печати,  телерадиовещания  и многолетнюю плодотворную работу»)[6]
- Орден Дружбы (2005 — «За заслуги   в   области   культуры   и   искусства,   печати, телерадиовещания и многолетнюю плодотворную деятельность»)[7]

### Звания
- Заслуженный работник культуры Российской Федерации (1999 — «За  заслуги  в  области  культуры  и  печати,  большой вклад в укрепление  дружбы  и  сотрудничества  между  народами, многолетнюю плодотворную работу»)[4]
- Почётный гражданин города Новосиль[8]

### Премии
- Лауреат Всероссийской литературной премии имени И. А. Бунина СПР (1997 — «За создание высокохудожественных произведений в жанре рассказа, развивающих высокие традиции русской классической новеллистики»)[9]